# Mirabella Eclano

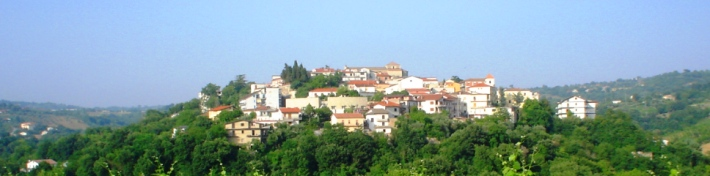
Mirabella Eclano

Mirabella Eclano ist eine italienische Gemeinde mit 6694 Einwohnern (Stand 31. Dezember 2023) in der Provinz Avellino in der Region Kampanien.

## Geografie
Die Nachbargemeinden sind Apice (BN), Bonito, Calvi (BN), Fontanarosa, Grottaminarda, Sant’Angelo all’Esca, Taurasi, Torre Le Nocelle und Venticano. Die Ortsteile lauten Calore, Passo di Mirabella und Pianopantano.